# Northgate (Saskatchewan)
Pour les articles homonymes, voir Northgate.
Northgate est un hameau non organisé situé dans la municipalité rurale d'Enniskillen No 3 dans le Sud-Est de la Saskatchewan au Canada. Il est situé le long de la frontière entre le Canada et les États-Unis en face de Northgate au Dakota du Nord.